# Siba Shakib
Siba Shakib (Teheran, 31 de desembre de 1969) és una periodista, escriptora i directora iraniana.
Va estudiar en una escola d'alemany de Teheran i es va graduar a la Universitat de Heidelberg. Escriptora i creadora de documentals, ha viatjat a l'Afganistan moltes vegades en els últims anys i ha visitat el nord i el territori controlat pels talibans. Alguns dels seus documentals han estat premiats, entre els quals un testimoni dels horrors de la vida a l'Afganistan i la condició de les dones afganeses. Viu entre Nova York, Itàlia i Dubai.

## Formació
Abans d'escriure la primera novel·la, Siba Shakib va ser periodista de música i presentadora de ràdio. Tenia una estreta col·laboració amb els artistes emergents, però també amb la música clàssica. Entre altres, va entrevistar per a la televisió Miles Davis, Tina Turner i Mick Jagger. Durant aquestes entrevistes, feia sovint avaluacions polítiques que tenien molt d'èxit entre el públic juvenil. En anys posteriors, va començar a produir pel·lícules i documentals que donen fe de la situació econòmica i social dels necessitats en diverses parts del món.
A principis dels anys noranta, Siba Shakib va treballar principalment en dos països: l'Iran, on va créixer, i l'Afganistan. El seu film A Flower for the Women of Kabul (Una flor per a les dones de Kabul) va rebre a Alemanya el Premi per la pel·lícula dels Drets Humans el 1998, mentre se celebrava el 50è aniversari de la Declaració dels Drets Humans a les Nacions Unides. Shakib utilitza sovint el producte de les seves pel·lícules i els seus llibres per a ajudar a construir centres de dones a Kabul. Shakib va ser a Nova York, completant la seva primera novel·la Afganistan, el lloc on Déu només ve a plorar (Afghanistan, Where God Only Comes to Weep), en el moment dels atacs terroristes de l'11 de setembre.
Durant una setmana, i amb el suport del personal de la televisió alemanya ARD, va ajudar a narrar i reconstruir els fets. Més tard, la seva feina s'ha estès a donar suport i assessorament a les tropes d'OTAN durant la guerra. La seva novel·la primera, Afganistan, el lloc on déu només ve a plorar, ha estat traduïda a 27 idiomes i ha rebut nombrosos premis i reconeixements. La segona novel·la, Samira i Samir, també ha tingut un gran èxit.

## Futurs projectes
Siba Shakib està treballant en dos nous projectes literaris, una novel·la ambientada a l'Iran del petroli, sobre l'activitat i la història d'una jove iraniana que perd la seva identitat com a dona. La primera, en particular, és Eskandar i l'ha publicada en alemany i anglés.
Shakib també participa en l'adaptació del seu segon supervenda, Samira i Samir, per a la creació d'una pel·lícula. Va obtenir per això finançament de l'Alemany Filmstiftung NRW per portar el treball fins al final. Shakib n'ha escrit el guió i serà ella mateixa la directora de la pel·lícula.

## Obres

### Llibres
- Afganistan, el lloc on déu només ve a plorar.
- Samira i Samir.

### Pel·lícules
- 1998, A Flower for the Women in Kabul. 50 years UN, regista, (cosí premio film sui diritti umani)
- 1997, Alone in Afghanistan - the story of a nurse and her hospital, regista
- 1996, And Hope Remains: the story of a child soldier, regista i scrittrice
- 1995, Tonino the Camora, regista
- 1992, Shoes. a little psychology, regista
- 1989, Iran. 10 year post Revolution, regista
- Mahmoudy versus Mahmoody, regista
- Gemini